# Jan-Willem Gabriëls
Jan-Willem Gabriëls, född den 21 januari 1979 i Hoorn i Nederländerna, är en nederländsk roddare.
Han tog OS-silver i åtta med styrman i samband med de olympiska roddtävlingarna 2004 i Aten.